# Another Way
Another Way is het debuutalbum van de Amerikaanse poppunkband Teenage Bottlerocket. Het album werd voor het eerst uitgebracht op 31 oktober 2003 door One Legged Pup. Het werd vervolgens in 2008 digitaal uitgebracht, via online muziekwebshops zoals Amazon MP3, iTunes en eMusic. In maart 2011 werd er een luxe-editie uitgebracht, met extra nummers.

## Nummers
1. "Be Stag" - 2:12
2. "Patrick" - 0:50
3. "Go-Go" - 1:46
4. "She Can't Think" - 1:28
5. "Senior Prom" - 2:01
6. "Mini Skirt" - 1:48
7. "Pull the Plug" - 2:02
8. "Rebound" - 2:23
9. "Opportunity" - 2:48
10. "Rathead" - 1:33
11. "Another Way" - 3:24

### Bonustracks (luxe-editie)
1. "A-Bomb"
2. "Teenwolf"
3. "Going Slow"
4. "Job on Me"
5. "Go Away"
6. "Why I Let You Go"

## Band
- Ray Carlisle - basgitaar, zang
- Joel Pattinson - gitaar, achtergrondzang (1-11, 16-17)
- Zach Doe - gitaar (12-15)
- Brandon Carlisle - drums